# Agua del Carmen

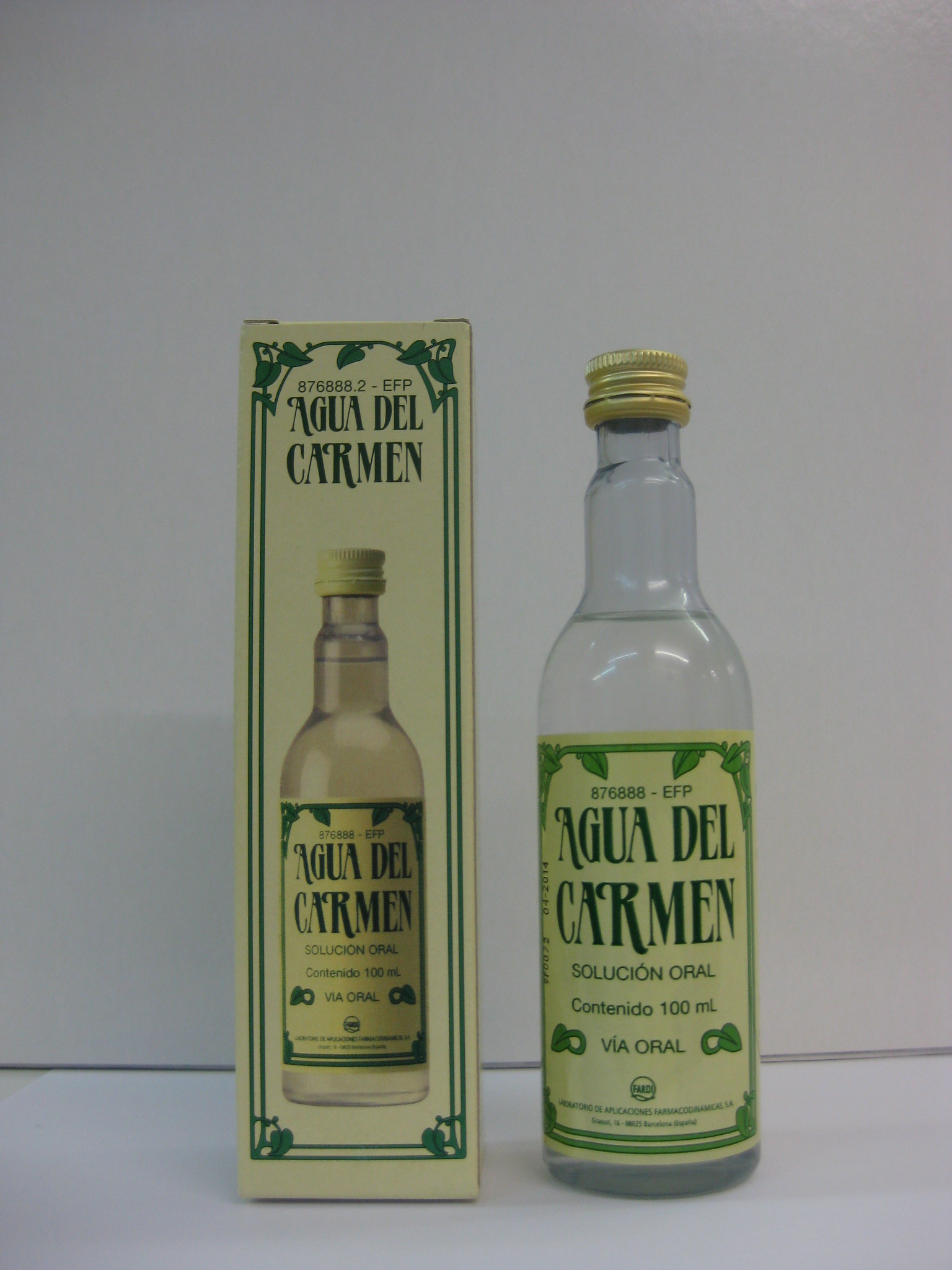
Envase tradicional del remedio.

Agua del Carmen es un licor y remedio popular en España desde el inicio del siglo xx. Elaborado con una fórmula de botica a partir de plantas medicinales, con un 55% de etanol (alcohol), se le atribuyen propiedades como tónico estomacal, antiespasmódico, carminativo y colerético, si bien en algunos círculos está escasamente considerada e incluso denostada por las posibles connotaciones milagreras que sugiere su nombre y por las contraindicaciones en embarazo y lactancia.
En su composición se anuncian esencias de melisa, limón, romero, menta, clavo, raíz de angelica, nuez moscada y canela.
Inspirada en la antigua medicina espagirista y también conocida como agua de toronjil o agua de melisa, su origen se documenta en 1611 como licor elaborado en Francia por los Carmelitas Descalzos en el siglo xvii para «curar los problemas nerviosos y la histeria, los problemas del alma, la violencia o incluso el mal humor». A partir de 1911 empezó a comercializarse en Tarragona.
Muy popular en España entre las mujeres maduras en el siglo xx, aun puede encontrarse en farmacias y herbolarios, con especial continuidad en Hispanoamérica. «Se toma en forma de gotas que se añaden a un vaso de agua o a una infusión relajante».

## En los libros antiguos
Presentada como agua milagrosa, el ‘Agua del Carmen’ aparece en obras de mediado el siglo xviii como la Carta apologetica contra la respuesta epistolar, que contra mi censura critico-medica... de Francisco Leandro Vega, en respuesta a la de Pedro Griz de Siniajan; o en la Palma febril médico-práctica, hypocratico-chymica... por el médico valenciano Pascual Francisco Virrey y Mange, de entre cuyos variados títulos puede anotarse el de académico honorario de la Real Sociedad Médica Matritense. También se cataloga en publicaciones religiosas como Monte Carmelo, donde es descrito como «maravilloso elixir y antídoto».

## En la literatura contemporánea y el cine
Siempre en contextos castizos o críticos, el Agua del Carmen, ha sido mencionada por escritores españoles de diversa confesión, como Manuel Vicent en sus Crónicas parlamentarias, Álex Rovira y Francesc Miralles en Un corazón lleno de estrellas..., o Cristina Bajo (en Territorio de penumbras). Asimismo también puede restrearse en obras de Gonzalo Torrente Ballester, Ignacio Aldecoa, Carmen Martín Gaite, Miguel Delibes o Camilo José Cela (de entre una larga lista). 
Tónico habitual en el cine español de posguerra, sería luego coreada por realizadores cinematográficos como Pedro Almodovar (en Mujeres al borde de un ataque de nervios, 1988) o Ventura Pons en Morir (o no), 2000).